# Strongylophthalmyia tripunctata
Strongylophthalmyia tripunctata är en tvåvingeart som först beskrevs av Meijere 1914.  Strongylophthalmyia tripunctata ingår i släktet Strongylophthalmyia och familjen långbensflugor. Inga underarter finns listade i Catalogue of Life.